# Tachina flaviceps
Tachina flaviceps là một loài ruồi trong họ Tachinidae.